# Guerre secrète
Pour plus de détails, voir Fiche technique et Distribution.
Guerre secrète (The Dirty Game) est un film d'espionnage franco-germano-italo-américain réalisé par Christian-Jaque, Werner Klingler, Carlo Lizzani et Terence Young et sorti en 1965.

## Synopsis
Au poste frontière entre les zones Est et Ouest de Berlin un véhicule force le blocus est-allemand. Son conducteur, l'agent russe Dimitri Kurlov (Henry Fonda) est récupéré par des gardes frontières américains. L'agent annonce qu'il veut à tout prix parler au général Bruce (Robert Ryan). Le sergent Calhann (Mario Adorf) rechigne à le croire mais finissent par contacter un capitaine (Peter Van Eyck) qui demande à le placer dans un hôtel pour la nuit. Il est malheureusement pourchassé jusque dans sa chambre par des agents russes et est assassiné. Il laisse derrière lui un message codé que trouve le général Bruce. 
Bruce se rend à Paris et trouve grâce à l'indice des documents révélant qu'une menace soviétique plane sur des sous-marins américains actuellement dans localisés au large de la ville de Djibouti. L'agent Michel Lalande (Bourvil) est désigné pour se rendre sur place et, grâce à son expérience de plongeur, déjouer discrètement les plans soviétiques. Dès son arrivée Lalande est confronté à la mort de celui qui devait lui fournir du matériel sous-marin, il réalise que son agent de contact, Dupont (Robert Hossein) a été infiltré par une taupe et découvre qu'il s'agit d'une jeune femme, Monique (Annie Girardot). Elle leur échappe mais en suivant sa trace ils comprennent que les agents ennemis ont eux-mêmes à leur disposition un engin submersible. Lalande organise une opération sous-marine et localise l'engin. Il permet l'arrestation de Monique et de son chef, Serge (Georges Marchal). 
Grâce à la fouille de l'appartement de Monique un nouvel indice met cette fois les forces occidentales sur la piste d'un agent italien (Vittorio Gassman), qui attend d'être contacté en Grèce au port du Pirée. Le général Bruce se rend sur place et arrête l'Italien, qui les met sur la piste d'un plan organisé par de potentiels agents soviétiques pour capturer un scientifique italien dont les recherches pourraient représenter un grand avantage militaire. Bruce se rend à Rome et avec les services secrets locaux identifie un sosie de l'agent capturé, Perego (à nouveau Vittorio Gassman) qui est chargé de s'infiltrer dans l'organisation de l'enlèvement. Il y parvient et se rapproche de Glasov (Jacques Sernas) ainsi que de partenaire Nathalia (Maria Grazia Buccella). L'enlèvement a lieu mais, à cause des précautions prises par Glasov, Perego ne parvient pas tout de suite à communiquer avec ses supérieurs. Il doit s'échapper mais perd du temps à cause de deux gendarmes italiens qui ne veulent pas le laisser passer un coup de téléphone. Malgré les retardements il parvient à rejoindre Glasov et le professeur alors que ceux-ci étaient sur le point de décoller en hélicoptère avec le professeur. Les forces de police arrivent à leur tour et mettent la main sur l'instigateur du méfait, qui s'avère être chinois. Il se suicide à l'aide d'une capsule de poison tandis que Glasov et Nathalie sont arrêtés. 
Retour à Berlin. Les agents ayant agis pour le compte de l'armée soviétique ayant refusé de parler le général Bruce n'a d'autre choix que de les échanger contre des agents occidentaux aux mains des russes. Dans un dialogue final avec un gradé soviétique, les deux militaires reconnaissent que les comptes sont remis à zéro et se disent à bientôt. 

## Fiche technique
- Titre français : Guerre secrète
- Titre allemand : Spione unter sich
- Titre italien : La Guerra segreta
- Titre américain : The Dirty Game
- Réalisateurs : 
  - Terence Young pour le sketch en anglais
  - Christian-Jaque pour le sketch en français
  - Carlo Lizzani pour le sketch en italien
  - Werner Klingler pour les scènes tournées à Berlin
- Scénario : Jacques Rémy, Jacques Laborie
- Adaptation : Jacques Rémy, Jacques Laborie, Christian Jaque, Ennio de Concini, Jo Eisinger
- Dialogues : Christian-Jaque, Philippe Bouvard
- Images : Pierre Petit, Richard Angst, Erico Menczer et Alain Boisnard pour les prises de vues sous l'eau
- Musique : Robert Mellin, Gian Piero Reverberi
- Directeur artistique : Raymond Gabuti
- Décors : Raymond Gabutti, Henrich Weideman, Robert Grabiti, Ascim Axerio
- Son : Georges Mardiguian
- Montage : Boris Lewin, Alan Osbiston, Franco Fratecelli
- Pays de production :  Allemagne de l'Ouest,  États-Unis,  France,  Italie
- Sociétés de production : American International Pictures (États-Unis), Eichberg Films (Allemagne), Landau-Unger (Allemagne), Franco London Films (France), Euro International Films (Italie), Fair Films (Italie)
- Directeurs de production : Jean Mottet, Richard Hellmann, Cecchi Gari, Peter Hahne
- Producteur associé : Eugène Tucherer
- Distribution : American International Picture
- Dates de tournage : 8 février au 10 avril 1965
- Format : Noir et blanc - 1.33:1 - Son monophonique - 35 mm
- Genre : Espionnage
- Durée : 118 minutes
- Dates de sortie : 
  - France : 23 juin 1965
  - Allemagne de l'Ouest : 12 août 1965
  - États-Unis : 13 avril 1966
- Affiches : Jouineau Bourduge (Belgique, France)

## Distribution
Présent dans tous les sketchs :
- Robert Ryan (VF : Marcel Bozzuffi) : le général Bruce

Sketch réalisé par Terrence Young et Werner Klinger (Berlin) : 
- Henry Fonda (VF : Yves Furet) : Dimitri Kourlov
- Mario Adorf (VF : Henry Djanik) : Callaghan
- Klaus Kinski : un agent russe
- Peter Van Eyck (VF : Michel Roux) : Petchakin

Sketch réalisé par Christian-Jaque  (Paris et Djibouti) :
- Bourvil : Michel Lalande, agent secret
- Annie Girardot : Monique
- Robert Hossein : M. Dupont
- Georges Marchal : Serge
- Violette Marceau : Lisa
- Gabriel Gobin : O'Hara
- Louis Arbessier : Ivanov
- Jacky Blanchot : Joe
- Sylvain Lévignac

Sketch réalisé par Carlo Lizzani (Rome)
- Vittorio Gassman (VF : William Sabatier) : Perego
- Maria Grazia Buccella (VF : Claude Chantal) : Nathalia
- Wolfgang Lukschy (VF : Albert Augier) : le général russe
- Jacques Sernas : Glazov
- Gabriella Giorgelli
- Nino Crisman (VF : Jean-Henri Chambois) : le colonel De Luca
- Oreste Palella (VF : Henri Labussière) : le brigadier en chef
- Renato Terra
- Al Mancini
- Aldo Canti : Carabiniere